# Максимовка (Черниговская область)
Максимовка (укр. Максимівка) — село, Ичнянская городская община, Прилукский район, Черниговская область, Украина.
Код КОАТУУ — 7421788003. Население по переписи 2001 года составляло 276 человек .

## Географическое положение
Село Максимовка находится на правом берегу реки Удай, выше по течению на расстоянии в 1 км расположено село Рожновка, ниже по течению на расстоянии в 3 км расположено село Довбни. Рядом проходит железная дорога, станция Рожновка в 1-м км.

## История
- 1600 год — дата основания.

## Известные уроженцы
- Подвысоцкий, Владимир Валерьянович (1857 - 1913) — учëный, патолог, эндокринолог, иммунолог, микробиолог. Профессор. Педагог. Основоположник киевской школы патологов. Член-корреспондент Анатомического общества в Париже (1887). Член-корреспондент Императорской военно-медицинской академии (1900). Ординарный почëтный член института экспериментальной терапии во Франкфурте-на-Майне (1911).